# Latinskolen (Viborg)
Latinskolen er en bygning placeret lige overfor Viborg Domkirke, på Sct. Mogens Gade 1 i Viborg. Den er opført i klassicistisk stil med tre lave bindingsværkslænger bagved i år 1731, af borgmester Hans Knudsen Rafn og bygmester Johann Gottfried Hödrich. Bygningen har været fredet siden 1919. Siden 1929 har bygningerne været ejet og benyttet af Viborg Kommune.
Viborg Katedralskole havde til huse i bygningerne fra årene 1772 til 1926. Før dette boede skolen på Skolestræde 2, nu kaldet Viborgs Middelalderlige Katedralskole.